# Furusäter
Furusäter is een plaats in de gemeente Tjörn in het landschap Bohuslän en de provincie Västra Götalands län in Zweden. De plaats heeft 52 inwoners (2005) en een oppervlakte van 15 hectare. Het dorp ligt op het via een brug met het vasteland verbonden eiland Tjörn en wordt omringd door zowel landbouwgrond en bos als rotsen.